# Парашутисти и подводничари
Парашутисти и подводничари е условно наименование (по общия им съдебен процес) на съветски диверсионни групи от български комунисти-политемигранти, изпратени в България от специалните сили на СССР през лятото на 1941 г. по време на Втората световна война.
По думите (в писмо чрез съда до пълномощния представител на СССР в България) на Цвятко Радойнов/Радионов, полковник от Червената армия и ръководител на група, те са изпратени за „действия в тила на германската армия“
Целта е „получаване на разузнавателна информация, осъществяване на саботаж и терористични актове във военни обекти, осигуряване на неутралитет на България във войната със СССР и подготовка на въоръжено въстание“. В състава влизат десетки български разузнавачи и военни специалисти, участвали в интербригадите в Испания.
Изпратени са общо 9 групи, от тях: 5 групи парашутисти (спуснати с парашути), 3 групи „подводничари“ (доплували от подводници), 1 група за влизане в страната през зелена граница.

## Предистория
След началото на войната между Нацистка Германия и Съветския съюз Георги Димитров – лидерът на Българската комунистическа партия и Коминтерна, обсъжда със съветското правителство възможността за организиране на въстание в България, но съветският партиен и правителствен лидер Йосиф Сталин отхвърля тази възможност поради малките шансове за успех и невъзможността за ефективна съветска подкрепа.
Вместо това е решено в страната да бъдат изпратени няколко диверсионни групи. Те са обучавани в специална бригада, в която участват и чужденци от други страни. Диверсионната им подготовка се провежда край Москва от специалисти на военното разузнаване и НКВД при голяма секретност, без да бъде информирано ръководството на българските комунисти и дори Георги Димитров.
Според Каменов през юни 1941 г. Георги Димитров пише писмо до секретаря на ЦК на КПСС А. Андреев, в което го моли да се преразгледат делата на 130 български комунисти, попаднали в лагерите ГУЛаг. Той се обосновава, че са честни, предани на каузата, не са нарушавали партийната дисциплина и съвсем не са извършили делата, за които са обвинявани. Предложението на Димитров е прието и част от тях са включени в изпратените в България групи през август 1941 г.
Първият отряд от 32 доброволци започва подготовка в тренировъчни бази на НКВД в Подмосковието от 8 юли 1941 г. Няколко седмици изучават минно-подривно дело, радиосвръзка, топография, стрелба. Част от тях е прехвърлена в оперативна база на разузнаването на Черноморския флот в Севастопол, където се формират 4 челни групи.

## Развой на акцията
В края на лятото на 1941 г. със съветски подводници и самолети в България нелегално пристигат 61 разузнавачи и военни специалисти начело със съветския полковник Цвятко Радойнов. От тях 55 са българи, 5 руснаци и 1 чех. Българите са дейци на БРП (к).
Парашутистите са пет групи. Командири на групи са Атанас Дамянов, Груди Филипов, Стоян Палаузов, Симеон Симеонов и Йордан Кискинов. Спуснати са 2 групи на 14 септември 1941 г. в околностите на Добрич, 1 група на 19 септември 1941 г. в околностите на Трявна, 1 група на 22 септември 1941 г. край с. Долно Ботево, Хасковско, и 1 група на 6 октомври 1941 г. край с. Лахана (дн. Гърция).
Подводничарите са 3 групи, които акостират на българския бряг на 11 август 1941 г. при устието на река Камчия. Командири на групи са Съби Димитров, Цвятко Радойнов и Аврам Стоянов. Групата на Иван Винаров трябва да достигне до България през Иран и Турция. Със специален самолет пристига в Техеран на 5 август, след седмица се прехвърля в Турция, където 2 нейни членове са задържани заради фалшиви паспорти и са предадни на българските власти.
Без предварително подготвени явки и контакти с местни помагачи групите се оказват в изолация. Ситуацията се влошава от несъгласуваните действия на съветските разузнавателни служби – на Генералния щаб и на НКВД. Въпреки тайната подготовка на акцията тя става известна на германското разузнаване още през юли и информацията е предадена на българските власти. От прехвърлените в страната 56 души 13 са убити, 28 са заловени, а останалите успяват да се укрият.
Акцията не среща желаната подкрепа сред българското население, част от което активно участва в залавянето на диверсантите. Някои от тях загиват, съдбата на 1 участник е неизвестна, други попадат в заложени клопки и са задържани.
СССР отхвърля българската протестна нота за хвърлянето на парашутисти и взривни вещества, като определя характера на посочените факти като „клеветнически“ и приписва акцията на Германия или Румъния. Въпреки това съветски пълномощен министър в София получава възможност да се срещне със заловените парашутисти.

## Съдебен процес
Срещу арестуваните 27 участници в групите е образувано дело № 503 от 1942 г. и се провежда наказателен съдебен процес на Софийския военнополеви съд. Делото се гледа от 9 юни 1942 г. при закрити врати.
На 26 юни съдът издава смъртни присъди на 18 от подсъдимите и още същия ден са разстреляни в стрелбището на Школата за запасни офицери в София (днес музей „Гарнизонно стрелбище“).
Сред осъдените в процеса е Лъчезар Аврамов, син на командира на група Аврам Стоянов. Смъртната му присъда е заменена поради непълнолетието му с доживотен затвор. По-късно е сред ръководителите на БКП (кандидат-член на Политбюро, секретар на ЦК) и правителството (вицепремиер, министър).

## Участници
Командири на групи:
- Атанас Дамянов, Йордан Кискинов, Стоян Палаузов, Симеон Симеонов, Груди Филипов (парашутисти);
- Съби Димитров, Цвятко Радойнов, Аврам Стоянов (подводничари);
- Иван Винаров (наземна група).

Осъдени на смърт и разстреляни (26):
- Цвятко Радойнов,
- Трифон Георгиев,
- Васил Йотов,
- Иван Изатовски,
- Йозеф Байдо,
- Андон Бекяров,
- Димитър Димитров,
- Васил Додов,
- Стефан Пашев,
- Борис Томчев,
- Делчо Наплатанов,
- Иван Дреновски,
- Август Попов,
- Георги Кратунчев,
- Димитър Тепляков,
- Иван Иванов,
- Георги Башикаров,
- Янко Янев Комитов,
- Тодор Фотакев Николов,
- Николай Романов,
- Мирко Петков,
- Симеон Славов,
- Иван Щерев,
- Мильо Милев,
- Димо Астаджов,
- Владимир Чернов.

Осъден на смърт, после на доживотен затвор: Лъчезар Аврамов.